# チームパシュート
チームパシュート（英: team pursuit）は、自転車競技のトラックレースや、スピードスケートで行われる競技形態。団体パシュート、または、団体追い抜きとも言う。
なお、pursuit は、「追い掛け」「追跡」などという意味である。

## 概要
インディヴィジュアル・パシュート（英: individual pursuit）、あるいは「個人パシュート」「個人追い抜き」と呼ばれる競技では、トラックの半周ずれた位置で2名が各々スタートし、同じ距離を走行して、半周ずれた各々のゴールにどちらが速く到達するかを競う。この見た目の半周のずれをお互い「追い掛ける」様がこの競技の名称となった。なお、競技距離は同じながらスタート位置の半周のずれを乗り越えて対戦相手を追い越すと、追い越された側はその時点で負けになる。すなわち、周回遅れで負けではなく、半周遅れで負けになる。
この個人競技と同様の勝敗決定法を用いて、複数選手で構成されるチームを以って行う対抗戦を「チームパシュート」などと言う。この競技では、同一チームの構成選手が試合開始後、コース上で後方の選手が先頭を追いかけて縦一列に隊列を組む。すると、先頭の選手が最も風圧を受けて疲労するため、先頭が後ろの選手にコースを開けて譲り、追い抜かれて隊列後方に付いて、選手間で疲労の蓄積を分散する戦術が用いられる。なお、構成選手が一度は先頭になるよう、この戦術がルール上で義務化されている場合がある。

## 自転車競技
| 2012年ロンドンオリンピックにおける女子チームパシュートのスタート（左）とレース（右）の様子。 |  | 2012年ロンドンオリンピックにおける女子チームパシュートのスタート（左）とレース（右）の様子。 |
| 2012年ロンドンオリンピックにおける女子チームパシュートのスタート（左）とレース（右）の様子。 |  |                                                                                              |

1チームの構成は3人か4人。距離は一般的に男子・女子ともに4kmで（2012-13シーズン以前は女子は3km）タイムを競う。2チームがホームとバックの同じ距離で離れた位置からレースをスタートして、規定の距離を先に完走するか、または相手を追い抜いた側が勝者となる。3人目の自転車の前輪先端がゴールラインを通過した時点のタイムが記録される。

## スピードスケート競技

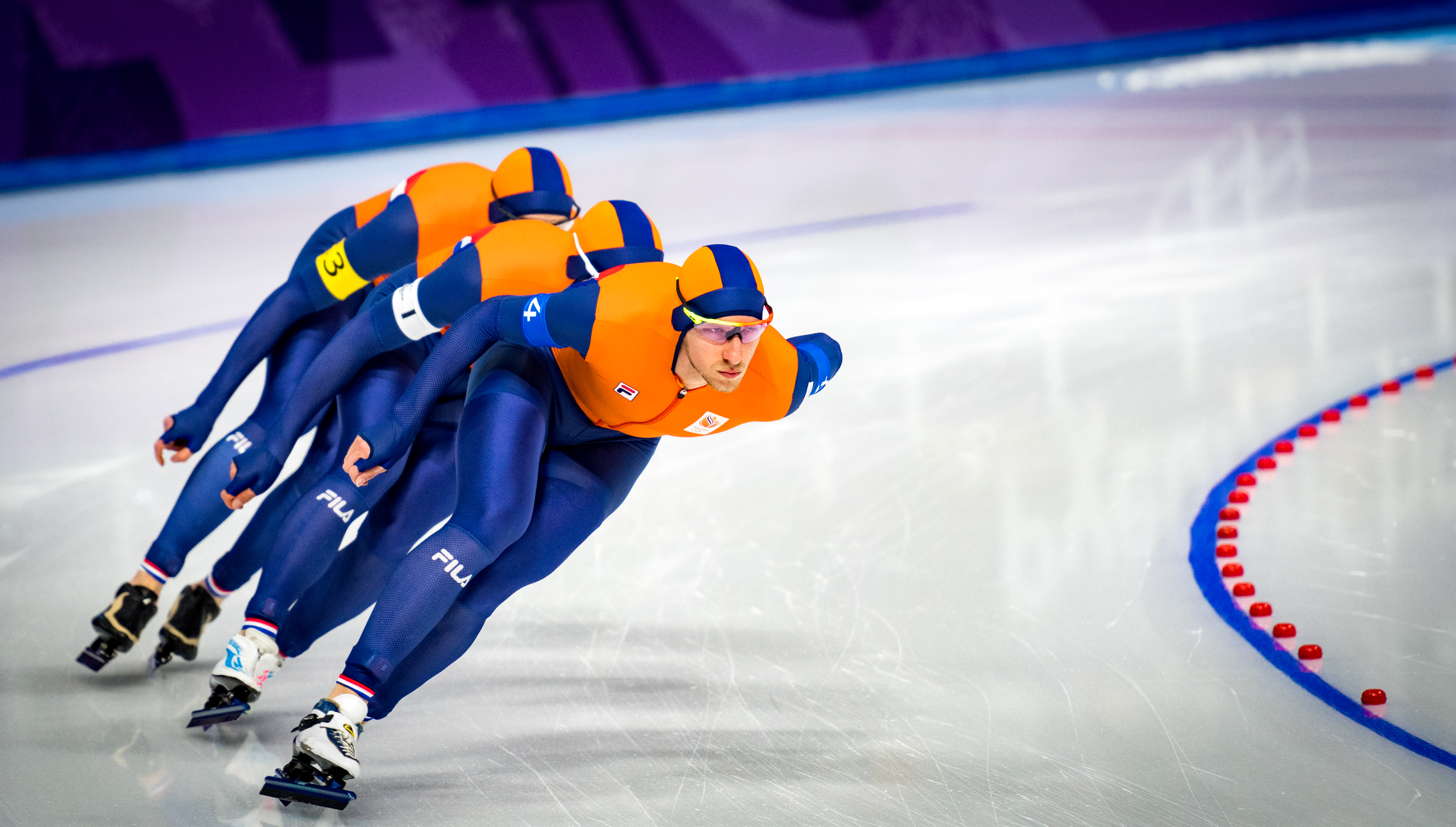
2018年平昌オリンピックにおけるチームパシュート

1チームは3人または4人で構成され、競技は3人で行われる。400mリンクの内側のコースのみを使い、男子は8周（約3,200m）、女子は同6周（約2,400m）でのタイムを競う。3人目のブレードの先端がゴールした時点のタイムが記録される。
個人競技のスピードスケートに導入された初の団体競技で、2000年ごろから始まった歴史の浅い競技である。2004年度のISUスピードスケート・ワールドカップで採用され、オリンピック競技としては2006年トリノオリンピックから正式採用された。2010年バンクーバーオリンピックで、男女混合パシュートの正式種目採用が検討されたが、見送られた。
ワールドカップでは1回の滑走でタイムで順位を決める。オリンピックでは勝ち残り式トーナメントで行われ（2018年平昌オリンピック、2022年北京オリンピックでは準々決勝はタイムレース、準決勝以降は上位4チームによるトーナメント）、1回のレースで2チームがメインストレートとバックストレートの中央から同時にスタートし、勝敗を決める。
チームの1人当り「先頭を走行する周回数」は最低1周以上で、ゴールしたチームの選手が3名に満たなかった場合は、そのチームはレースを完了しなかったとされて失格となる。また、３人目の選手が相手チームの誰かに追い抜かれた場合も失格となる。